# Aaron Pierce
 (décembre 2009).
Si vous disposez d'ouvrages ou d'articles de référence ou si vous connaissez des sites web de qualité traitant du thème abordé ici, merci de compléter l'article en donnant les références utiles à sa vérifiabilité et en les liant à la section « Notes et références ».
Aaron Pierce est un personnage fictif de la série 24 heures chrono. Personnage secondaire récurrent, il a été présent dans toutes les saisons jusqu'à la saison 7. Il est interprété par Glenn Morshower.

## Saison 1
Aaron Pierce est le garde du corps du sénateur David Palmer. Il apparaît pour la première fois dans le 2e épisode de la saison, de 1h00 à 2h00, alors que David Palmer, apparemment en grand danger de mort, est sorti seul régler un problème en extérieur sans en avertir sa sécurité personnelle.

## Saison 2,3et4
Aaron Pierce fait partie des agents de sécurité des différents présidents.

## Saison 5
Aaron Pierce, qui est dans l'entourage des Logan, vient en aide à Martha Logan, alors que cette dernière a des soupçons sur son époux, le président Charles Logan, dans le rôle qu'il a eu dans l'assassinat de David Palmer. Sa vie sera menacée et il s'en sortira de justesse.

## Saison 6
Aaron Pierce est en couple avec Martha Logan. Lorsqu'elle reverra son ex-époux, elle essaiera de le tuer. Selon ce qui est précisé dans la Saison 7, il semble que cette dernière soit internée à la suite de ces événements.

## Saison 7
Il prévient Olivia Taylor, la fille de la présidente, que son père est entre la vie et la mort. Il la protégera aussi lorsque la Maison-Blanche sera attaquée. Plus tard, aidé de Ethan Kanin, il prouvera la culpabilité d'Olivia pour le meurtre de Jonas Hodges, le protagoniste des événements terroristes de la journée.